# Nechama Tec
Nechama Tec (Lublin, Polonia, 15 de mayo de 1931-Nueva York, 3 de agosto de 2023) fue una profesora de sociología polaco-estadounidense. Desarrolló su docencia en la Universidad de Connecticut.

## Biografía
Nació en 1931 en el seno de una familia de judíos polacos de Lublin y tenía 8 años cuando se produjo la Invasión alemana de Polonia de 1939. Después de la guerra emigró a Israel y posteriormente se trasladó a Estados Unidos, donde se doctoró por la Universidad de Columbia.
Los cambios realizados en la adaptación cinematográfica de su libro, Defiance, sorprendieron al principio a Tec. Ya que, por ejemplo, los partisanos de Bielski nunca se enfrentaron en combate contra tanques alemanes. Sin embargo, tras haber visto numerosas veces la película, confesó que le fue gustando cada vez más.
Recibió un doctorado en sociología por la Universidad de Columbia, donde estudió y trabajó con el sociólogo Daniel Bell, investigador del Holocausto. Tanto su autobiografía Dry Tears: The Story of a Lost Childhood (1984) y su libro When Light Pierced the Darkness (1986) recibieron la Merit of Distinction Award (en español: Premio por el mérito de distinción) de la Anti-Defamation League de B'nai B'rith. Es autora del libro Defiance: The Bielski Partisans (1993), en el que se basa la película Defiance (2008), así como un estudio de mujeres en el Holocausto. También ha sido premiada con el premio 1994 International Anne Frank Special Recognition por ese libro.
Es miembro del Council of the United States Holocaust Memorial Museum (en español: Consejo de los museos en memoria de los Estados Unidos) y en 1995 fue investigadora residente del International Institute for Holocaust Research en Yad Vashem, en Israel.